# チベット関係記事の一覧
チベット関係記事の一覧（チベットかんけいきじのいちらん）
- チベット

- アクサイチン
- アバ・チベット族チャン族自治州
- イー族
- 烏斯蔵
- オイラト
- カイラス山
- カギュ派（赤帽派）
- ガリー
- カム
- カム反乱
- カンゼ・チベット族自治州
- ガンディセ山脈
- ガンデンポタン（チベット亡命政府）
- グシ・ハン王朝
- ゲルク派（黄帽派）
- ゴルムド市
- サキャ派（赤帽派）、サキャ寺
- シガツェ市（日喀則市）
- 青海省
- 西番
- タシルンポ寺（扎什倫布寺）
- ダライ・ラマ
- タルチョー
- タングラ駅
- タングラ山脈
- タンラ・ユムツォ
- チベタン・マスティフ
- チベット語
- チベット高原
- チベット自治区
- チベット侵攻 (1950-1951)
- チベット鉄道（青蔵鉄道）
- チベット動乱
- チベットの旗
- チベットの領域に関する認識と主張
- チベット仏教
- チベット問題
- チベット暦
- チベットの伝統医学（英語版）
- 茶馬古道
- チャンタン高原
- チャンパ (遊牧民)
- 中華人民共和国によるチベットの分割と再編
- チョモランマ峰（ヒマラヤ山）
- デチェン・チベット族自治州
- 唐古特
- トゥンカル
- 吐蕃
- ナムツォ
- ニェンチェンタンラ山脈
- ニンマ派（赤帽派）
- パンチェン・ラマ
- ヒマラヤ山脈
- ヒマラヤ杉
- ポタラ宮
- ボン教
- マーナサローワル湖
- ヤムドク湖
- ヤルンツァンポ川
- ラサ市、ラサ駅
- 1959年のチベット蜂起
- 2008年のチベット動乱